# Liste des monuments et sites historiques au Sénégal
La liste des monuments et sites historiques est établie par le ministre de la culture et du patrimoine historique classé.
Elle est notamment fixée par l'arrêté no 2711 du 3 mai 2006 et par l'arrêté no 8836 du 12 septembre 2007 conformément à la loi no 71-12 du 25 janvier 1971 fixant le régime des monuments historiques et celui des fouilles et découvertes et son décret no 2001-1065 du 11 décembre 2001 relatif à l’établissement d’un Inventaire des sites et des monuments du Sénégal.

## Liste
Listes par région :
- Dakar ;
- Diourbel ;
- Fatick ;
- Kaffrine ;
- Kaolack ;
- Kédougou ;
- Kolda ;
- Louga ;
- Matam ;
- Saint-Louis ;
- Sédhiou ;
- Tambacounda ;
- Thiès ;
- Ziguinchor.